# Krzysztof Rafalak
Jerzy Krzysztof Rafalak (Sopot, 13 de septiembre de 1956) es un jinete polaco que compitió en la modalidad de concurso completo.
Ganó una medalla de bronce en el Campeonato Europeo de Concurso Completo de 1981, en la prueba por equipos. Participó en los Juegos Olímpicos de Seúl 1988, ocupando el cuarto lugar en la misma prueba.

## Palmarés internacional
| Campeonato Europeo | Campeonato Europeo  | Campeonato Europeo | Campeonato Europeo |
| Año                | Lugar               | Medalla            | Categoría          |
| ------------------ | ------------------- | ------------------ | ------------------ |
| 1981               | Horsens (Dinamarca) | Medalla de bronce  | Por equipos        |